# Pittosporum rapense
Pittosporum rapense är en tvåhjärtbladig växtart som beskrevs av Forest Brown. Pittosporum rapense ingår i släktet Pittosporum och familjen Pittosporaceae. Inga underarter finns listade.